# 服部年宏
服部 年宏（はっとり としひろ、1973年9月23日 - ）は、静岡県清水市（現静岡市清水区）出身の元プロサッカー選手、サッカー指導者。現役時代のポジションはディフェンダー、ミッドフィールダー。

## 選手経歴
小学生時代は清水市の選抜チーム・清水FCのメンバー。東海大学第一高校卒業後、東海大学2年修了時にジュビロ磐田に練習生として参加、そのままプロ契約し、大学を中退した。1年目から左のサイドバック・ウイングバックとしてレギュラーとして活躍。他に中盤の底やストッパーを務めることができる守備のポリバレント選手。磐田でも1999年、名波浩がヴェネツィアに移籍し、中盤構成に苦しむ中、ボランチを務める。
1996年アトランタオリンピックで、ブラジル代表の最大のキーマンとされたジュニーニョ・パウリスタのマンマーク役を務め完封した事で一躍その名を上げると、同年には日本代表にも初召集されデビューを果たす。1998年ワールドカップ、2002年ワールドカップに出場。トルシエ政権下では左ストッパーとしてレギュラーに定着していた時期もあったが、2001年にフランスに大敗後、守備強化を掲げたトルシエは服部を左サイドの守備固め要員に回し、左ストッパーにはユースや五輪で頭角を示していた中田浩二が起用されたため、本大会では控えになった。監督がジーコに変わってからは左サイドバックとして起用されたが、世代交代やシステム変更もあり代表から外れた。
2006年12月に磐田を退団、東京ヴェルディ1969への移籍が決定。背番号は長年着用していた6番は菅原智が着けていたため、心機一転の意味を込めて空いていた22番を選ぶ。2007年出場停止1試合を除く47試合でスタメンフル出場。本人にとって初めての移籍であったが、早々にチームにフィット、セットプレイのキッカーも務めシーズン最多の15アシストを記録、J1昇格に貢献。主将の大野敏隆が不在の場合にはゲームキャプテンを務めた。
2008年は大野の後を継ぎ主将に就任。チームはJ2に降格し、クラブ経営悪化の影響で退団が発表されていたが、ラモス瑠偉常務や高木琢也新監督の意向により、東京Vと再契約を結んだ。2009年、親会社の交代による経営規模縮小の影響を受け東京Vを退団。
2010年、ガイナーレ鳥取へ移籍。主将としてチームを率いJFL初優勝、Jリーグ加盟に貢献、リーグ年間MVPを獲得した。
2011年引き続きガイナーレ鳥取の中心選手として活躍、同年12月19日にFC岐阜への完全移籍発表。
2012年、移籍1年目にしてキャプテンを務める。主に中盤の底でプレー、全42試合にフル出場した。
2013年限りで現役を引退。

## 指導者経歴
2013年12月16日、古巣磐田の強化部長に就任。2014年末、Jリーグ功労選手賞を受賞。
2016年6月、静岡県サッカー協会理事に就任。同年9月にJFA 公認S級コーチの認定を受ける。
2020年10月、ジュビロ磐田のコーチに就任。2021年シーズンはヘッドコーチを務めていたが、同年10月に監督の鈴木政一が体調不良を訴え入院したため、急遽監督代行として指揮を執ることになった。シーズン中に鈴木監督が復帰。ヘッドコーチに戻った。
2021年12月25日、ジュビロ磐田のヘッドコーチを退任。そして福島ユナイテッドFCの監督に就任。
2023年シーズンは第17節終了時点で18位に低迷し、7月12日に退任が発表された。
2024年シーズンからFC今治の監督に就任。チームを初のJ2昇格へと導いたが、同年12月1日に退任が発表された。
2025年1月7日、ジュビロ磐田のU-15監督に就任。

## 人物・エピソード
- 磐田時代ドゥンガのプレーを間近に見てきており、ゲームキャプテンを2005年まで務め、ドゥンガのように味方を叱咤する存在であった。
- 体のケアを大事にしており、練習後のマッサージにかなり時間をかけていた。
- 2003年、以前ジュビロ磐田応援テレビ番組を担当していたSBSの元アナウンサー、朋子夫人（旧姓上田）と結婚。2008年に長女誕生。
- 高校時代、同じクラスのサッカー部員に岩下潤がいた。授業中他に比べ居眠りの多い両名に、熱血派でフェンシングの国体選手でもあった担任教員の大きな理解があった。服部は東海大学体育学部に進学し、体育会サッカー部に入部し、一方の岩下は高校卒業とともに清水に入団し、一度は道は分かれた。その後在学2年で服部も磐田へ入団し、同じくJリーガーとなった。のちに服部は日本代表の中心的な選手となる。
- 派手さのないルックスをしばしば話題にされるが、2000年3月の対横浜F・マリノス戦で、突然髪を黒髪から金髪にして登場しファンを驚かせた。その金髪で臨んだ同年のアジアクラブ選手権では、対戦相手の監督から名指しで「あの金髪は強かった」と対人プレーの強さを絶賛された。
- 朋子夫人と、2010年に加入したガイナーレ鳥取の塚野真樹代表取締役社長は米子東高校時代の同期生。

## 所属クラブ
ユース経歴
- 1986年 - 1988年 清水市立第四中学校
- 1989年 - 1991年 東海大学第一高等学校
- 1992年 - 1993年 東海大学 (中退)

プロ経歴
- 1994年 - 2006年  ジュビロ磐田
- 2007年 - 2009年  東京ヴェルディ1969/東京ヴェルディ
- 2010年 - 2011年  ガイナーレ鳥取
- 2012年 - 2013年  FC岐阜

## 個人成績
| 国内大会個人成績 | 国内大会個人成績 | 国内大会個人成績 | 国内大会個人成績 | 国内大会個人成績 | 国内大会個人成績 | 国内大会個人成績 | 国内大会個人成績 | 国内大会個人成績 | 国内大会個人成績 | 国内大会個人成績 | 国内大会個人成績 |
| 年度             | クラブ           | 背番号           | リーグ           | リーグ戦         | リーグ戦         | リーグ杯         | リーグ杯         | オープン杯       | オープン杯       | 期間通算         | 期間通算         |
| 年度             | クラブ           | 背番号           | リーグ           | 出場             | 得点             | 出場             | 得点             | 出場             | 得点             | 出場             | 得点             |
| 日本             | 日本             | 日本             | 日本             | リーグ戦         | リーグ戦         | リーグ杯         | リーグ杯         | 天皇杯           | 天皇杯           | 期間通算         | 期間通算         |
| ---------------- | ---------------- | ---------------- | ---------------- | ---------------- | ---------------- | ---------------- | ---------------- | ---------------- | ---------------- | ---------------- | ---------------- |
| 1994             | 磐田             | -                | J                | 25               | 0                | 4                | 0                | 1                | 0                | 30               | 0                |
| 1995             | 磐田             | -                | J                | 40               | 3                | -                | -                | 2                | 1                | 42               | 4                |
| 1996             | 磐田             | -                | J                | 15               | 3                | 11               | 1                | 1                | 0                | 27               | 4                |
| 1997             | 磐田             | 6                | J                | 18               | 2                | 4                | 0                | 4                | 0                | 26               | 2                |
| 1998             | 磐田             | 6                | J                | 32               | 1                | 2                | 0                | 3                | 0                | 37               | 1                |
| 1999             | 磐田             | 6                | J1               | 29               | 0                | 4                | 0                | 3                | 0                | 36               | 0                |
| 2000             | 磐田             | 6                | J1               | 25               | 2                | 1                | 1                | 3                | 1                | 29               | 4                |
| 2001             | 磐田             | 6                | J1               | 27               | 5                | 9                | 0                | 1                | 0                | 37               | 5                |
| 2002             | 磐田             | 6                | J1               | 26               | 2                | 1                | 0                | 0                | 0                | 27               | 2                |
| 2003             | 磐田             | 6                | J1               | 26               | 1                | 8                | 0                | 4                | 0                | 38               | 1                |
| 2004             | 磐田             | 6                | J1               | 29               | 0                | 5                | 1                | 5                | 0                | 39               | 1                |
| 2005             | 磐田             | 6                | J1               | 28               | 0                | 2                | 0                | 2                | 0                | 32               | 0                |
| 2006             | 磐田             | 6                | J1               | 30               | 0                | 7                | 0                | 2                | 0                | 39               | 0                |
| 2007             | 東京V            | 22               | J2               | 47               | 0                | -                | -                | 0                | 0                | 47               | 0                |
| 2008             | 東京V            | 22               | J1               | 31               | 0                | 4                | 0                | 1                | 0                | 36               | 0                |
| 2009             | 東京V            | 22               | J2               | 26               | 0                | -                | -                | 1                | 0                | 27               | 0                |
| 2010             | 鳥取             | 6                | JFL              | 33               | 3                | -                | -                | 1                | 0                | 34               | 3                |
| 2011             | 鳥取             | 6                | J2               | 35               | 0                | -                | -                | 2                | 0                | 37               | 0                |
| 2012             | 岐阜             | 6                | J2               | 42               | 1                | -                | -                | 0                | 0                | 42               | 1                |
| 2013             | 岐阜             | 6                | J2               | 35               | 0                | -                | -                | 1                | 0                | 36               | 0                |
| 通算             | 日本             | 日本             | J1               | 381              | 19               | 62               | 3                | 32               | 2                | 475              | 24               |
| 通算             | 日本             | 日本             | J2               | 185              | 1                | -                | -                | 3                | 0                | 153              | 1                |
| 通算             | 日本             | 日本             | JFL              | 33               | 3                | -                | -                | 1                | 0                | 34               | 3                |
| 総通算           | 総通算           | 総通算           | 総通算           | 564              | 23               | 62               | 3                | 36               | 2                | 662              | 28               |

その他の公式戦
- 1997年
  - Jリーグチャンピオンシップ 2試合0得点
- 1998年
  - スーパーカップ 1試合0得点
  - Jリーグチャンピオンシップ 2試合0得点
- 1999年
  - Jリーグチャンピオンシップ 2試合1得点
- 2000年
  - スーパーカップ 1試合0得点
- 2001年
  - Jリーグチャンピオンシップ 2試合1得点
- 2003年
  - スーパーカップ 1試合0得点
- 2004年
  - スーパーカップ 1試合0得点

| 国際大会個人成績 | 国際大会個人成績 | 国際大会個人成績 | 国際大会個人成績 | 国際大会個人成績 |
| 年度             | クラブ           | 背番号           | 出場             | 得点             |
| AFC              | AFC              | AFC              | ACL              | ACL              |
| ---------------- | ---------------- | ---------------- | ---------------- | ---------------- |
| 2004             | 磐田             | 6                | 4                | 1                |
| 2005             | 磐田             | 6                | 3                | 0                |
| 通算             | AFC              | AFC              | 7                | 1                |

その他の国際公式戦
- 2003年
  - A3チャンピオンズカップ 2試合0得点

## 代表歴

### 出場大会など
- 1992年 U-19日本代表
- 1993年 ユニバーシアード日本代表
- 1996年 アトランタ五輪日本代表（グループリーグ敗退）
- 1996年 AFCアジアカップ UAE大会 日本代表（ベスト8）
- 1998年 フランスW杯 日本代表（グループリーグ敗退）
- 1999年 コパ・アメリカ パラグアイ大会 日本代表（グループリーグ敗退）
- 2000年 AFCアジアカップ レバノン大会 日本代表（優勝）
- 2001年 FIFAコンフェデレーションズカップ2001 日本代表（準優勝）
- 2002年 日韓W杯 日本代表（ベスト16）
- 2003年 FIFAコンフェデレーションズカップ2003 日本代表（グループリーグ敗退）

### 試合数
- 国際Aマッチ 44試合 2得点 (1996-2003)[2]

| 日本代表 | 国際Aマッチ | 国際Aマッチ |
| 年       | 出場        | 得点        |
| -------- | ----------- | ----------- |
| 1996     | 1           | 0           |
| 1997     | 1           | 0           |
| 1998     | 5           | 0           |
| 1999     | 5           | 0           |
| 2000     | 12          | 1           |
| 2001     | 11          | 1           |
| 2002     | 5           | 0           |
| 2003     | 4           | 0           |
| 通算     | 44          | 2           |

### 出場
| No. | 開催日         | 開催都市                   | スタジアム                         | 対戦相手         | 結果 | 監督                 | 大会                       |
| --- | -------------- | -------------------------- | ---------------------------------- | ---------------- | ---- | -------------------- | -------------------------- |
| 1.  | 1996年09月11日 | 東京都                     | 国立霞ヶ丘競技場陸上競技場         | ウズベキスタン   | ○1-0 | 加茂周               | JFA75周年記念試合          |
| 2.  | 1997年02月13日 | バンコク                   |                                    | スウェーデン     | ●0-1 | 加茂周               | キングスカップ             |
| 3.  | 1998年02月15日 | アデレード                 |                                    | オーストラリア   | ○3-0 | 岡田武史             | 国際親善試合               |
| 4.  | 1998年03月01日 | 神奈川県                   | 横浜国際総合競技場                 | 韓国             | ○2-1 | 岡田武史             | ダイナスティカップ         |
| 5.  | 1998年03月07日 | 東京都                     | 国立霞ヶ丘競技場陸上競技場         | 中華人民共和国   | ●0-2 | 岡田武史             | ダイナスティカップ         |
| 6.  | 1998年06月03日 | ローザンヌ                 |                                    | ユーゴスラビア   | ●0-1 | 岡田武史             | 国際親善試合               |
| 7.  | 1998年10月28日 | 大阪府                     | 長居陸上競技場                     | エジプト         | ○1-0 | フィリップ・トルシエ | キリンチャレンジ           |
| 8.  | 1999年06月03日 | 東京都                     | 国立霞ヶ丘競技場陸上競技場         | ベルギー         | △0-0 | フィリップ・トルシエ | キリンカップ               |
| 9.  | 1999年06月06日 | 神奈川県                   | 横浜国際総合競技場                 | ペルー           | △0-0 | フィリップ・トルシエ | キリンカップ               |
| 10. | 1999年06月29日 | アスンシオン               |                                    | ペルー           | ●2-3 | フィリップ・トルシエ | コパ・アメリカ             |
| 11. | 1999年07月05日 | ペドロ・ファン・カバジェロ |                                    | ボリビア         | △1-1 | フィリップ・トルシエ | コパ・アメリカ             |
| 12. | 1999年09月08日 | 神奈川県                   | 横浜国際総合競技場                 | イラン           | △1-1 | フィリップ・トルシエ | キリンチャレンジ           |
| 13. | 2000年02月16日 | マカオ                     |                                    | ブルネイ         | ○9-0 | フィリップ・トルシエ | アジアカップ予選           |
| 14. | 2000年02月20日 | マカオ                     |                                    | マカオ           | ○3-0 | フィリップ・トルシエ | アジアカップ予選           |
| 15. | 2000年03月15日 | 愛知県                     | 神戸総合運動公園ユニバー記念競技場 | 中華人民共和国   | △0-0 | フィリップ・トルシエ | キリンビバレッジ           |
| 16. | 2000年04月26日 | ソウル                     |                                    | 韓国             | ●0-1 | フィリップ・トルシエ | 国際親善試合               |
| 17. | 2000年08月16日 | 広島県                     | 広島広域公園陸上競技場             | アラブ首長国連邦 | ○3-1 | フィリップ・トルシエ | キリンチャレンジ           |
| 18. | 2000年10月14日 | サイダ                     |                                    | サウジアラビア   | ○4-1 | フィリップ・トルシエ | アジアカップ               |
| 19. | 2000年10月17日 | サイダ                     |                                    | ウズベキスタン   | ○8-1 | フィリップ・トルシエ | アジアカップ               |
| 20. | 2000年10月20日 | ベイルート                 |                                    | カタール         | △1-1 | フィリップ・トルシエ | アジアカップ               |
| 21. | 2000年10月24日 | ベイルート                 |                                    | イラク           | ○4-1 | フィリップ・トルシエ | アジアカップ               |
| 22. | 2000年10月26日 | ベイルート                 |                                    | 中華人民共和国   | ○3-2 | フィリップ・トルシエ | アジアカップ               |
| 23. | 2000年10月29日 | ベイルート                 |                                    | サウジアラビア   | ○1-0 | フィリップ・トルシエ | アジアカップ               |
| 24. | 2000年12月20日 | 東京都                     | 国立霞ヶ丘競技場陸上競技場         | 韓国             | △1-1 | フィリップ・トルシエ | キリンビバレッジ           |
| 25. | 2001年03月24日 | サンドニ                   |                                    | フランス         | ●0-5 | フィリップ・トルシエ | 国際親善試合               |
| 26. | 2001年04月25日 | コルドバ                   |                                    | スペイン         | ●0-1 | フィリップ・トルシエ | 国際親善試合               |
| 27. | 2001年06月02日 | 新潟県                     | 新潟スタジアム                     | カメルーン       | ○2-0 | フィリップ・トルシエ | コンフェデレーションカップ |
| 28. | 2001年06月04日 | 茨城県                     | 茨城県立カシマサッカースタジアム   | ブラジル         | △0-0 | フィリップ・トルシエ | コンフェデレーションカップ |
| 29. | 2001年06月07日 | 神奈川県                   | 横浜国際総合競技場                 | オーストラリア   | ○1-0 | フィリップ・トルシエ | コンフェデレーションカップ |
| 30. | 2001年07月01日 | 北海道                     | 札幌ドーム                         | パラグアイ       | ○2-0 | フィリップ・トルシエ | キリンカップ               |
| 31. | 2001年07月04日 | 大分県                     | 大分スポーツ公園総合競技場         | ユーゴスラビア   | ○1-0 | フィリップ・トルシエ | キリンカップ               |
| 32. | 2001年08月15日 | 静岡県                     | 静岡県小笠山総合運動公園スタジアム | オーストラリア   | ○3-0 | フィリップ・トルシエ | AFC/OFCチャレンジカップ    |
| 33. | 2001年10月04日 | ランス                     |                                    | セネガル         | ●0-2 | フィリップ・トルシエ | 国際親善試合               |
| 34. | 2001年10月07日 | サザンプトン               |                                    | ナイジェリア     | △2-2 | フィリップ・トルシエ | 国際親善試合               |
| 35. | 2001年11月07日 | 埼玉県                     | 埼玉スタジアム2002                 | イタリア         | △1-1 | フィリップ・トルシエ | キリンチャレンジカップ     |
| 36. | 2002年04月17日 | 神奈川県                   | 横浜国際総合競技場                 | コスタリカ       | △1-1 | フィリップ・トルシエ | キリンチャレンジカップ     |
| 37. | 2002年05月14日 | オスロ                     |                                    | ノルウェー       | ●0-3 | フィリップ・トルシエ | 国際親善試合               |
| 38. | 2002年05月25日 | 東京都                     | 国立霞ヶ丘競技場陸上競技場         | スウェーデン     | △1-1 | フィリップ・トルシエ | キリンチャレンジカップ     |
| 39. | 2002年06月09日 | 神奈川県                   | 横浜国際総合競技場                 | ロシア           | ○1-0 | フィリップ・トルシエ | ワールドカップ             |
| 40. | 2002年10月16日 | 東京都                     | 国立霞ヶ丘競技場陸上競技場         | ジャマイカ       | △1-1 | ジーコ               | キリンチャレンジカップ     |
| 41. | 2003年03月28日 | 東京都                     | 国立霞ヶ丘競技場陸上競技場         | ウルグアイ       | △2-2 | ジーコ               | 国際親善試合               |
| 42. | 2003年04月16日 | ソウル                     |                                    | 韓国             | ○1-0 | ジーコ               | 国際親善試合               |
| 43. | 2003年05月31日 | 東京都                     | 国立霞ヶ丘競技場陸上競技場         | 韓国             | ●0-1 | ジーコ               | 国際親善試合               |
| 44. | 2003年06月08日 | 大阪府                     | 長居陸上競技場                     | アルゼンチン     | ●1-4 | ジーコ               | キリンカップ               |

### 得点
| # | 開催日         | 開催地 | 会場                               | 相手           | 結果 | 大会                    |
| - | -------------- | ------ | ---------------------------------- | -------------- | ---- | ----------------------- |
| 1 | 2000年12月20日 | 東京都 | 国立霞ヶ丘競技場陸上競技場         | 韓国           | △1-1 | キリンビバレッジ        |
| 2 | 2001年08月15日 | 静岡県 | 静岡県小笠山総合運動公園スタジアム | オーストラリア | ○3-0 | AFC/OFCチャレンジカップ |

## 指導歴
- 2013年12月 - 2021年 ジュビロ磐田
  - 2013年12月 - 2019年12月 強化部長
  - 2020年 - 同年10月 アカデミーヘッドオブコーチ
  - 2020年10月 - 同年12月 トップチーム コーチ
  - 2021年 - 同年12月 トップチーム ヘッドコーチ
- 2022年 - 2023年7月 福島ユナイテッドFC 監督
- 2024年 FC今治 監督
- 2025年 - ジュビロ磐田U-15 監督

## 監督成績
| 年度 | 所属 | クラブ | リーグ戦 | リーグ戦 | リーグ戦 | リーグ戦 | リーグ戦 | リーグ戦 | カップ戦        | カップ戦  |
| 年度 | 所属 | クラブ | 順位     | 勝点     | 試合     | 勝       | 分       | 敗       | ルヴァンカップ  | 天皇杯    |
| ---- | ---- | ------ | -------- | -------- | -------- | -------- | -------- | -------- | --------------- | --------- |
| 2022 | J3   | 福島   | 11位     | 42       | 34       | 11       | 9        | 14       | -               | 2回戦敗退 |
| 2023 | J3   | 福島   | 15位     | 15       | 17       | 4        | 3        | 10       | -               | 2回戦敗退 |
| 2024 | J3   | 今治   | 2位      | 73       | 38       | 22       | 7        | 9        | 1stラウンド敗退 | 1回戦敗退 |

- ※2023年は退任時点の成績。

## タイトル

### チーム
ジュビロ磐田
- J1リーグ : 3回 (1997年、1999年、2002年)
  - J1 1stステージ : 4回 (1998年、1999年、2001年、2002年)
  - J1 2ndステージ : 2回 (1997年、2002年)
- Jリーグカップ : 1回 (1998年)
- アジアクラブ選手権 : 1回 (1998-99)

ガイナーレ鳥取
- 日本フットボールリーグ : 1回 (2010年)

### 代表
- AFCアジアカップ : 1回 (2000年)

### 個人
- 2001年 Jリーグベストイレブン
- 2010年 日本フットボールリーグ MVP・ベストイレブン